# 울산마치 정류장
울산마치 정류장(일본어: 蔚山町停留場 우루산마치테이류조[*])은 일본 구마모토현 구마모토시 주오구에 있는 구마모토 시 교통국의 전철역이다. 1929년 우루산마치역의 이름으로 개업하였다.
도중에 우루산마치호국신사앞역으로 바뀌었다가 1961년에 다시 우루산마치역으로 돌아왔다.
역이름인 우루산마치는 한국의 지명인 울산(蔚山)에서 비롯되었다. 임진왜란 가토 기요마사가 진을 쳤던 울산에서 끌고온 사람들을 정착시킨데서 유래되었다는 설이 있다. 역 주변의 주요시설에도 가토 기요마사를 모신 가토 신사가 있다.
한편 역사 내의 한국어 표기는 원래대로라면 "우루산마치"라고 해야 하나, 이 역만은 원래의 한국어 표기 "울산"에 맞춰 "울산마치"로 표기하고 있다.

## 인접역
| ■ B 계통（가미쿠마모토 선）               | ■ B 계통（가미쿠마모토 선） | ■ B 계통（가미쿠마모토 선） |
| ----------------------------------------- | --------------------------- | --------------------------- |
| 다니야마마치 B5 가미쿠마모토에키마에 방면 |                             | 신마치 B7 가라시마초 방면   |